# Semaeopus pertumna
Semaeopus pertumna är en fjärilsart som beskrevs av William Schaus 1901. Semaeopus pertumna ingår i släktet Semaeopus och familjen mätare. Inga underarter finns listade i Catalogue of Life.